# Tàlars
Els tàlars (en grec antic: Τάλαρες, llatí: Talares) eren una tribu emparentada amb els molossos de l'Epir. En temps d'Estrabó ja s'havia extingit.
La seva capital era possiblement Oxinea (Ὀξύνεια), que es localitzava entre Tessàlia i l'Epir.